# Tour d'Europe 1956
Le Tour d'Europe 1956 est la 2e et dernière édition de la course cycliste du Tour d'Europe qui se déroule du 8 au 18 août 1956 de Zagreb à Namur. Le parcours traverse la Yougoslavie, l'Italie, l'Autriche, la RFA, la France et la Belgique.
Le vainqueur final Roger Rivière, s'adjuge deux étapes et termine 1er du classement du meilleur grimpeur à égalité avec Marcel Rohrbach.
Marcel Rohrbach prend la seconde place du classement général et Gianni Ferlenghi la troisième place.

## Classement général
| Classement général final    | Classement général final |
| --------------------------- | ------------------------ |
| 1. Roger Rivière (Fra)      | 47 h 56 min 58 s         |
| 2. Marcel Rohrbach (Fra)    | à 3 min 31 s             |
| 3. Gianni Ferlenghi (Ita)   | à 7 min 43 s             |
| 4. Adolf Christian (Aut)    | à 8 min 10 s             |
| 5. Claude Leclercq (Fra)    | à 11 min 17 s            |
| 6. Roberto Falaschi (Ita)   | à 12 min 21 s            |
| 7. Giuseppe Fallarini (Ita) | à 19 min 36 s            |
| 8. Mario Zuliani (Ita)      | à 23 min 14 s            |
| 9. Stephan Mascha (Aut)     | à 23 min 19 s            |
| 10. Georges Volckaert (Bel) | à 24 min 43 s            |
| 88 partants, 52 classés     |                          |

## Les étapes
Les étapes successives sont les suivantes :
| Étape     | Date    | Villes étapes          |                             | Distance (km) | Vainqueur d’étape     | Leader du classement général |
| --------- | ------- | ---------------------- | --------------------------- | ------------- | --------------------- | ---------------------------- |
| 1re étape | 8 août  | Zagreb - Rijeka        |                             | 180           | Roger Rivière         | Roger Rivière                |
| 2e étape  | 8 août  | Rijeka - Udine         |                             | 180           | Giuseppe Fallarini    | Adolf Christian              |
| 3e étape  | 10 août | Udine - Trente         |                             | 220           | Giuseppe Fallarini    |                              |
| 4e étape  | 11 août | Trente - Innsbruck     |                             | 179           | Gianni Ferlenghi      |                              |
| 5e étape  | 12 août | Innsbruck - Ulm        |                             | 220           | Antonio Uliana        | Roger Rivière                |
| 6e étape  | 12 août | Ulm - Stuttgart        |                             | 114           | Bruno Tognaccini      |                              |
| 7e étape  | 13 août | Stuttgart - Strasbourg |                             | 156           | Piet van Est          |                              |
| 8e étape  | 16 août | Strasbourg - Nancy     |                             | 174           | Roberto Falaschi      |                              |
| 9ea étape | 17 août | Nancy - Étain          |                             | 84            | Mario Gervasoni       |                              |
| 9eb étape | 17 août | Étain - Longwy         | Contre-la-montre individuel | 49            | Roger Rivière         |                              |
| 10e étape | 18 août | Longwy - Namur         |                             | 184           | Constantin Dumitrescu | Roger Rivière                |